# Palacio Krasiński
El palacio Krasiński (en polaco: Pałac Krasińskich) es un palacio barroco reconstruido situado en la plaza Krasiński (Plac Krasińskich) de Varsovia, Polonia. Construido originalmente entre 1677 y 1683 para la poderosa familia Krasiński, fue dañado gravemente durante la Segunda Guerra Mundial y reconstruido a mediados del siglo xx.

## Historia y arquitectura

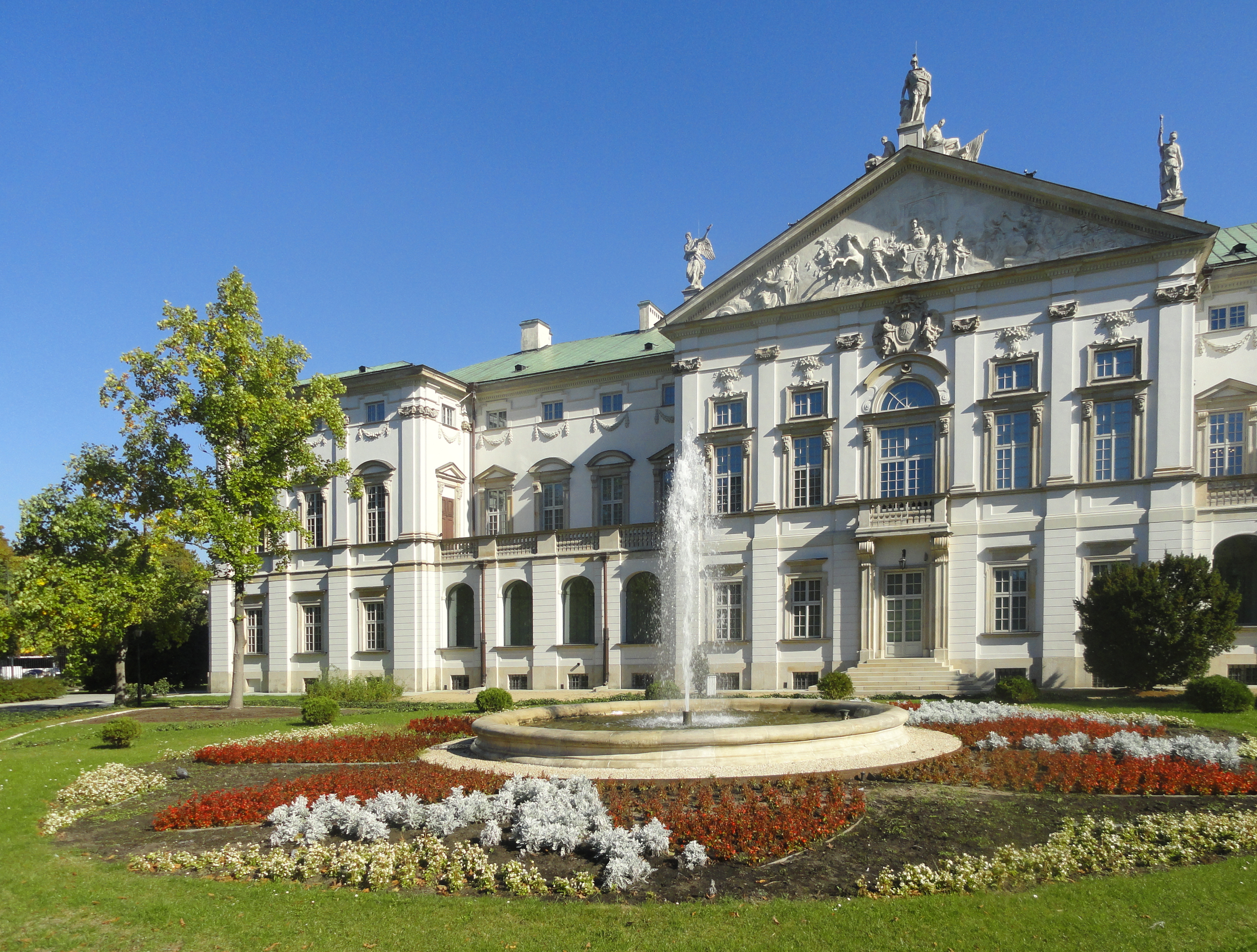
El palacio Krasiński desde los jardines

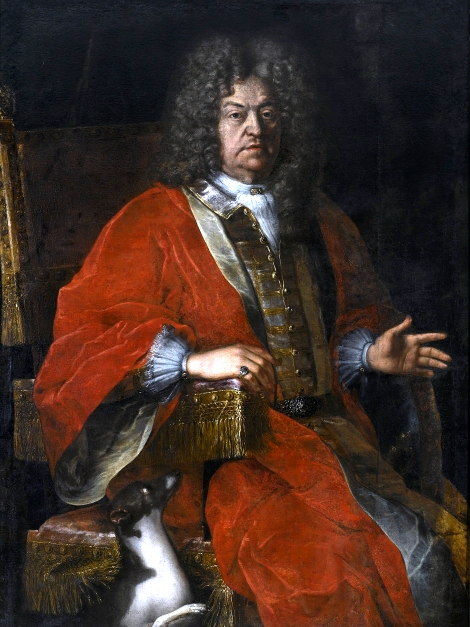
Jan Dobrogost Krasiński.

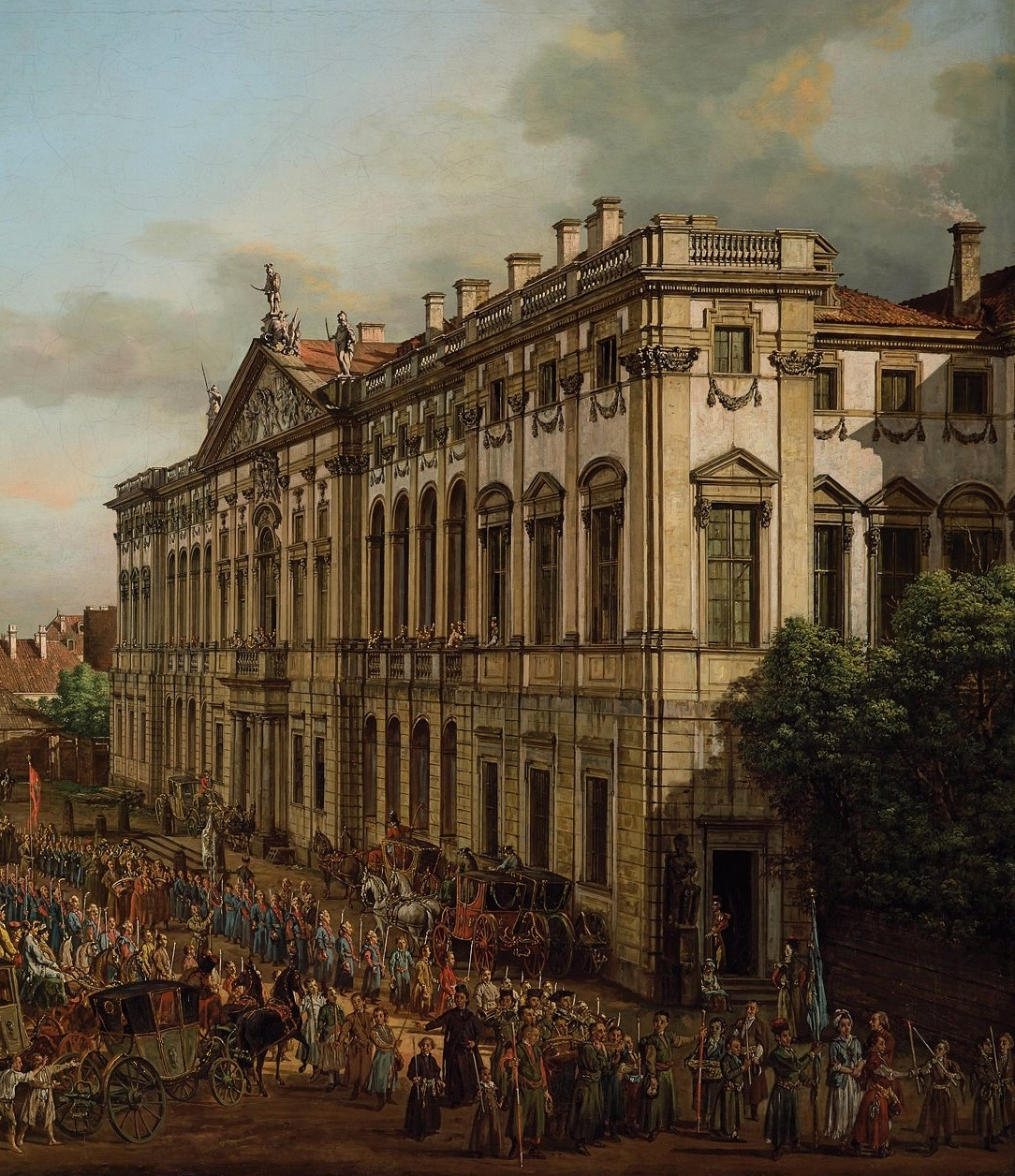
El Palacio Krasiński en 1770, cuadro de Bernardo Bellotto.

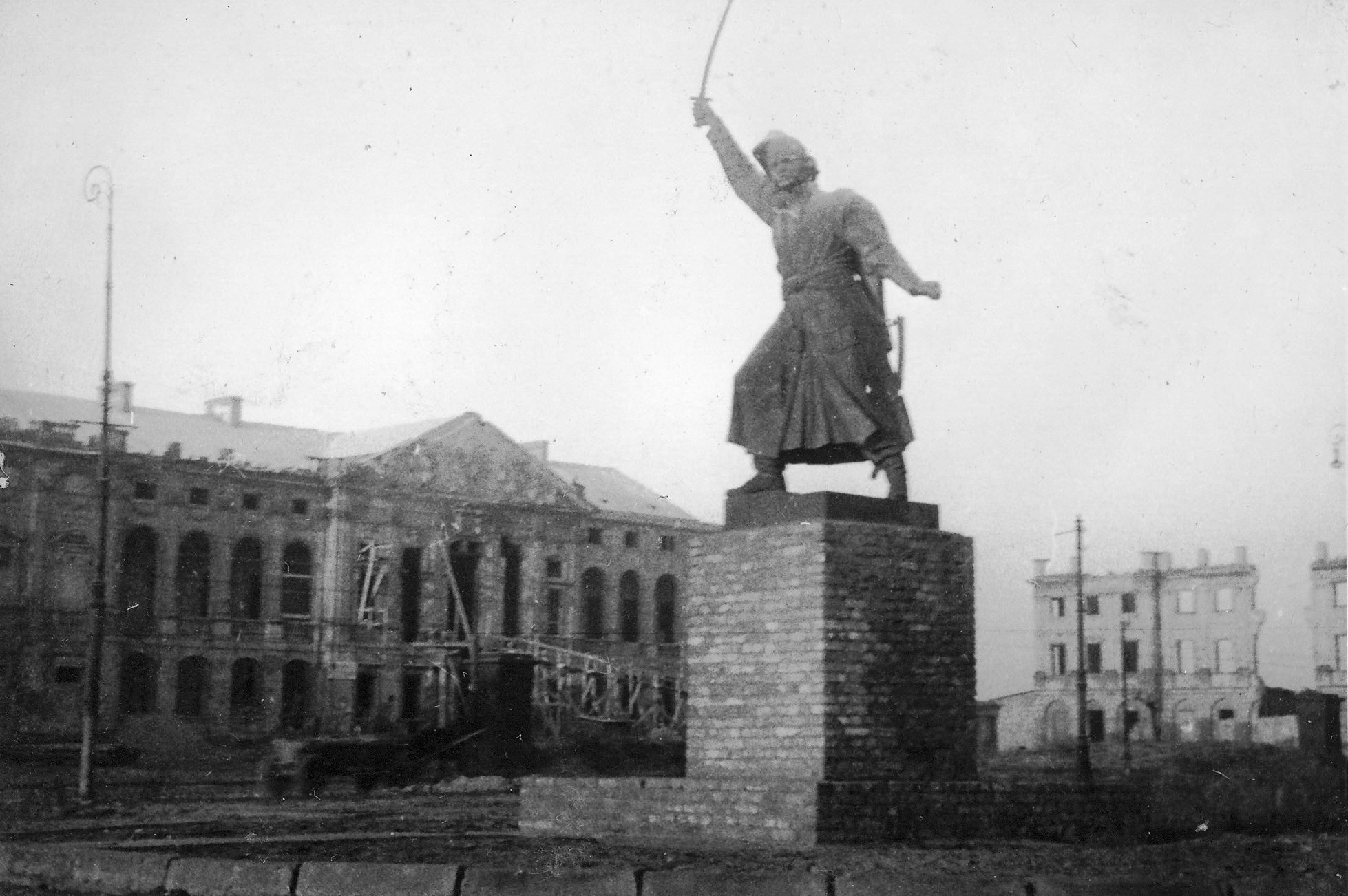
El palacio poco después de la Segunda Guerra Mundial.

El palacio fue construido entre 1677 y 1683 para el voivoda de Płock, Jan Dobrogost Krasiński, según el diseño de Tylman van Gameren. Fue decorado con relieves en los frontones que muestran el triunfo del legendario ancestro de los clanes polacos Ślepowron y Korwin, el comandante romano Manio Valerio Máximo Mesala, y obras de escultura, todas ellas de Andreas Schlüter.
Jan Dobrogost Krasiński, que también sirvió como secretario real (referendarz), era descendiente de la antigua nobleza de Mazovia y heredero de una gran fortuna. Tras la muerte de su padre quiso construir una suntuosa residencia en la capital para satisfacer sus ambiciones políticas y mostrar su enorme poder, lo que también le hizo cultivar y desarrollar una leyenda del siglo xvi sobre el antiguo origen y supuestas conexiones reales de su familia.
Krasiński conocía bien la cultura y la arquitectura francesa, y estaba interesado en contratar a artistas cualificados y a arquitectos franceses para que realizaran la obra. Mantuvo un detallado libro de contabilidad en el que registraba sistemáticamente el progreso de las obras. El proyecto se realizó según el diseño de Tylman van Gameren, un arquitecto de origen holandés que se había educado en Italia y fue trasladado a Polonia por la familia Lubomirski, donde había realizado un gran número diseños para los Lubomirskis, la familia real, diferentes familias nobles y burguesas, así como para la iglesia católica. Algunos arquitectos de Varsovia también fueron contratados en las obras del palacio como contratistas, proveedores de materiales o para controlar a los maestros artesanos, albañiles o artesanos. Entre estos se encontraban Joseph Bellotti, Jacob Solari, Izydor Affaita y Maderni. En la decoración, el papel principal fue desempeñado por el escultor alemán Andreas Schlüter, que había cooperado previamente con Tylman.
La porte-fenêtre (puerta y ventana vertical francesa) de la primera planta estaba coronada con una cartela sostenida por dos ángeles que llevaban el monograma JK (por Jan Krasiński). Los frescos fueron realizados por el pintor de corte de Juan III Sobieski, Michelangelo Palloni. Entre sus obras en el palacio, las más notables son la bóveda pintada y los frescos sobre las puertas del vestíbulo. Las molduras en el vestíbulo y en la escalera, las cabezas de las pilastras, los festones de estuco en las fachadas exteriores y la cartela heráldica de la fachada hacia el jardín fueron realizados por artistas desconocidos bajo la supervisión de Joseph Belloti. Las pinturas del vestíbulo, destruidas durante la Segunda Guerra Mundial, fueron pintadas por Michael Palloni. Los interiores ya estaban parcialmente acabados en 1699. Otras pinturas de Alberto Durero, Antonio da Correggio, Rembrandt y Peter Paul Rubens no se conservan.
El complejo del palacio y el jardín fue creado en una extensa propiedad entre las calles Długa y Świętojerska, en el lugar ocupado por una antigua casa señorial con un pequeño jardín que pertenecía a Krasiński. Krasiński compró algunas parcelas cercanas para ampliar los jardines. Según el diseño de Gameren, el palacio fue concebido como un palacio de estilo francés entre cour et jardin (entre el patio de entrada y el jardín) con un cour d'honneur, dos edificios anexos simétricos y un parterre a la francesa con tres avenidas radiales y el palacio en el centro, pero nunca fue completado totalmente.
En 1765 el palacio fue comprado por el Rzeczpospolita (el Estado polaco) y se convirtió en la sede de la Comisión del Tesoro. Tras un incendio, en 1783 fue remodelado según el diseño de Domenico Merlini. Durante el periodo de entreguerras, el palacio albergó el Tribunal Supremo de Polonia.
El palacio fue incendiado y demolido parcialmente por los alemanes durante la Segunda Guerra Mundial, mientras que la fachada exterior permaneció casi intacta. En la actualidad forma parte de la sección de colecciones especiales de la Biblioteca Nacional de Polonia (compuesta por manuscritos e incunables) procedente de la Biblioteca Załuski (solo el 5 % de la antigua colección permanece en el palacio, el resto fue destruido deliberadamente por los alemanes tras el Alzamiento de Varsovia en octubre de 1944).